# Dobrzykowo (Garbno)
Dobrzykowo (niem. Dawerwalde) – przysiółek wsi Garbno w Polsce, położony w województwie warmińsko-mazurskim, w powiecie kętrzyńskim, w gminie Barciany. Wchodzi w skład sołectwa Solkieniki.
W latach 1975–1998 przysiółek administracyjnie należał do województwa olsztyńskiego.